# تولیپ صدیق
تولیپ رضوانه صدیق (بنگالی: টিউলিপ রেজওয়ানা সিদ্দীক؛ زادهٔ ۱۶ سپتامبر ۱۹۸۲) سیاستمدار بریتانیایی حزب کارگر است. او در انتخابات سراسری ۲۰۱۵ بریتانیا به عنوان نمایندهٔ همپستد و کیلبرن در مجلس عوام بریتانیا انتخاب شد.